# Paul Markgraf
Paul Markgraf (* 17. Juli 1910 in Berlin; † 7. April 1993 ebenda) war von 1945 bis 1949 der kommunistische Polizeipräsident in Berlin beziehungsweise von Berlin (Ost).

## Leben
Markgraf, Sohn eines kaufmännischen Angestellten und einer Verkäuferin, erlernte nach dem Abschluss der Volksschule von 1925 bis 1928 den Beruf des Bäckers. Am 1. Mai 1931 trat er als Berufssoldat in die Reichswehr ein und verpflichtete sich auf zwölf Jahre zur Unteroffizierslaufbahn bei der Infanterie. Als Unteroffizier rückte er 1939 in den Krieg, stieg zum Hauptfeldwebel auf, wurde am 1. Oktober 1941 zum Leutnant ernannt, am 1. Februar 1942 zum Oberleutnant und am 1. Dezember 1942 zum Hauptmann befördert. Er erhielt am 5. Januar 1943 als Führer der Panzerjäger-Abteilung 40 in der 24. Panzer-Division das Ritterkreuz des Eisernen Kreuzes. Bei Stalingrad geriet er im selben Jahr mit der 6. Armee in sowjetische Kriegsgefangenschaft. 
Stalingrad wurde zum Wendepunkt in seinem Leben. Von Walter Ulbricht zu einem viermonatigen Kurs der Antifa-Schule in Gorki geschickt, lernte er dort den späteren Staatssicherheitsminister Wilhelm Zaisser als Lehrer kennen. Anschließend besuchte er die Antifa-Schule in Krasnogorsk. Er schloss sich dem Nationalkomitee Freies Deutschland an, war Gründungsmitglied des Bundes Deutscher Offiziere und Mitunterzeichner der Gründungsdokumente und des „Aufrufes an die deutschen Generale und Offiziere! An Volk und Wehrmacht!“ vom 12. September 1943. Er war dann von 1943 bis 1945 als Frontbevollmächtigter des NKFD in den Reihen der Roten Armee eingesetzt.
Am 30. April 1945 gelangte Markgraf als Mitglied der Gruppe Ulbricht in einem zweiten Flugzeug mit neun anderen Kriegsgefangenen nach Berlin, wo er vor dem 20. Mai vom sowjetischen Stadtkommandanten General Bersarin zum Polizeipräsidenten in Berlin eingesetzt wurde. Offensichtlich ging die Ernennung Markgrafs, der zu den zehn „antifaschistischen Kriegsgefangenen“ der Gruppe gehört hatte, auf die Initiative Ulbrichts zurück. Markgraf, der nun ohne Erklärung den Rang Oberst führte, begleitete die Bekanntgabe seiner Ernennung mit einer Selbstdarstellung in der Berliner Zeitung vom 27. Mai 1945, in der er den Begriff „Volkspolizei“ verwendete. Markgraf, der zunächst parteilos war, wurde noch im Jahr 1945 Mitglied der KPD und im April 1946 der Sozialistischen Einheitspartei Deutschlands (SED). Die sowjetische Besatzungsmacht hatte ihn als Polizeipräsidenten mit der Dienstbezeichnung eines Polizeioberst eingesetzt, der gleichzeitig Kommandeur der Schutzpolizei sein sollte und Polizeiuniform zu tragen hatte. Nach der Aufhebung der Personalunion zwischen Polizeipräsidenten und Schutzpolizei auf Markgrafs Initiative war er zunächst kein Uniformträger mehr. Bei der Einweihung des Treptower Ehrenmals am 8. Mai 1948 erschien er in der Uniform eines Chefinspekteurs (Generalmajor).
Am 26. Juli 1948, auf dem Höhepunkt der Berlin-Blockade, suspendierte Bürgermeister Ferdinand Friedensburg ihn wegen „fortgesetzter verfassungswidriger ungesetzlicher Maßnahmen, Nichterfüllung seiner gesetzlichen Aufgaben und wegen seiner fortgesetzten Weigerung, Weisungen des Magistrats auszuführen“ von seinem Amt. Markgraf hatte im Sowjetsektor alle „nichtkommunistisch“ organisierten Angestellten der Polizei entlassen und dafür gesorgt, dass die Polizei der Besetzung des Tagungsgebäudes der Stadtverordnetenversammlung in Berlin-Mitte durch SED-gesteuerte Randalierer tatenlos zusah. Die Folge war der Auszug der Stadtverordneten in den britischen Sektor, womit die Spaltung Berlins begann. Sie setzte sich fort, als Markgraf sich weigerte zurückzutreten und mit sowjetischer Billigung im sowjetischen Sektor der Stadt weiteramtierte, während sein vom Magistrat eingesetzter Nachfolger Johannes Stumm ein Polizeipräsidium für die Westsektoren aufbaute.
Seinen letzten öffentlichen Auftritt hatte er bei der Geburtstagsgratulation des Oberbürgermeisters von Ost-Berlin, Friedrich Ebert, am 12. September 1949. Fortan trat er nicht mehr als Polizeipräsident in Erscheinung und wurde von seinen Vizepräsidenten Richard Gyptner und Alfred Schönherr vertreten. Bei der Einsetzung des neuen Polizeipräsidenten, Chefinspekteur Waldemar Schmidt, am 2. Februar 1950 durch Oberbürgermeister Friedrich Ebert, wurde ihm gedankt und mitgeteilt, dass er durch die Erteilung eines höheren Auftrages von der Funktion des Polizeipräsidenten entbunden wurde.
Vom Oktober 1949 bis Oktober 1950 nahm er am ersten Regimentskommandeurs-Lehrgang in Priwolsk bei Saratow (UdSSR) teil. Im Dezember 1950 übernahm er das Kommando über die VP-Bereitschaft Prenzlau, wurde aber bereits 1951 vom Ministerium für Staatssicherheit (MfS) übernommen. Er wechselte in das Ministerium für Verkehrswesen, Hauptabteilung Kraftverkehr/Transportwesen, wo er die Mitarbeiter militärisch anleitete. Er war bis 1956 Oberst der Kasernierten Volkspolizei (KVP), bis 1958 der Nationalen Volksarmee (NVA) und dann Kommandeur der Grenzpolizei. Zuletzt war er leitender Offizier des Berliner Wachregiments Feliks Dzierzynski des MfS.
Anlässlich seines 60. Geburtstages wurde ihm am 30. Juli 1970 als Oberst in Berlin der Vaterländische Verdienstorden in Gold überreicht. Markgraf wurde 1971 in die Rente verabschiedet. Er starb im Alter von 82 Jahren und wurde auf dem Städtischen Zentralfriedhof Friedrichsfelde beigesetzt.

## Auszeichnungen
- Ritterkreuz des Eisernen Kreuzes (1943)[14]
- Vaterländischer Verdienstorden in Silber (30. Juni 1955) und in Gold (1970) und Ehrenspange zum VVO Gold (1980)
- Orden Banner der Arbeit (1960)
- 1985 Medaille „40. Jahrestag des Sieges im Großen Vaterländischen Krieg 1941–1945“[15] für seinen Fronteinsatz an der Seite der Roten Armee.